# Saint-Seurin-sur-l’Isle
Saint-Seurin-sur-l’Isle település Franciaországban, Gironde megyében. Lakosainak száma 3161 fő (2022. január 1.). Saint-Seurin-sur-l’Isle Camps-sur-l’Isle, Gours, Porchères, Puynormand, Saint-Antoine-sur-l’Isle és Saint-Sauveur-de-Puynormand községekkel határos.

## Népesség
A település népessége az elmúlt években az alábbi módon változott:
| Lakosok száma | 1738 | 2424 | 2491 | 2517 | 3096 | 3163 | 3155 | 3141 | 3134 | 3161 |
|               | 1968 | 1982 | 1990 | 2006 | 2013 | 2015 | 2017 | 2019 | 2020 | 2022 |